# Kinixys spekii
La tortuga de Speke (Kinixys spekii) es una especie de tortuga de la familia Testudinidae de África Oriental.

## Descripción
Esta tortuga tiene una forma alargada de caparazón, mide hasta 20 cm de longitud y es claramente aplanada. Su caparazón tiene una quilla medial y marginales posteriores que no son ni fuertemente aserrados ni revertidos. Esta especie tiene una bisagra bien desarrollada en su caparazón.

## Distribución y hábitat
Esta tortuga del género Kinixys se distribuye por África Oriental, de Kenia al sur de Suazilandia, junto a Mozambique y  Zululand. Se encuentra en Namibia, Sudáfrica, Suazilandia, Zimbabue, Mozambique, Malaui, Zambia, Congo, Angola, Tanzania, Kenia, Ruanda y Burundi. Habita en las sabanas, en zonas rocosas con arbustos secos.